# La Grande Citrouille
Pour plus de détails, voir Fiche technique et Distribution.
La Grande Citrouille (Titre original : Il grande cocomero) est un film franco-italo-néerlandais réalisé par Francesca Archibugi, sorti en 1993.
Le film est inspiré de l'expérience de Marco Lombardo Radice, neuropsychiatre qui a expérimenté des thérapies innovantes dans le traitement des perturbations psychiques chez les mineurs. Francesca Archibugi relate ses parcours thérapeutiques hors des schémas classiques, basés essentiellement sur l'écoute attentive des besoins des enfants et sur la compensation de leurs carences affectives.
Il a été présenté dans la section Un certain regard du 46e Festival de Cannes (1993).

## Synopsis
Polyclinique Umberto I à Rome: Valentina, une adolescente de 12 ans surnommée « Pippi », fille de Cinzia et Marcello Diotallevi (un couple aisé mais sans idéaux, peut-être encore ensemble uniquement pour leur fille), à la suite d'une crise d'épilepsie est admise dans le département de neuropsychiatrie infantile. Un jeune psychiatre, Arturo (à peine sorti d'une crise conjugale qu'il s'efforce d'exorciser) bien qu'il soit convaincu que le cas soit plutôt de nature psychologique que neurologique (ce à quoi la famille n'est pas étrangère), pris d'intérêt pour ce cas, accueille la jeune fille dans son service. Pippi montre dès le début un caractère grognon et provocant; la relation avec les parents se révèle difficile; c'est pourquoi Arturo se propose de tenter avec elle une analyse, étudiant attentivement les réactions pour la ramener à la normalité. 
Dans l'ambiance familiale, superficielle et peu compréhensive, Pippi ne trouve ni la sécurité ni l'affection et se voit seule livrée à elle-même, alors que le service d'Arturo devient son nouveau foyer, bien que cela n'aille pas sans problèmes. Malgré les carences structurelles et organisationnelles de l’hôpital, et le manque de formation du personnel, la jeune épileptique trouve de l'intérêt et de l'affection chez le thérapeute Arturo, auquel elle s'ouvre progressivement avec de plus en plus de confiance. 

Les jeux avec les autres adolescents, les confidences et l'attention qu'elle portera à Marinella, une jeune enfant atteinte de lésions cérébrales à qui elle consacrera son temps, la feront s'améliorer un peu, mais c'est véritablement la mort inquiétante de la petite fille qui provoquera  le rejet par Pipi des entretiens avec Arturo et la poussera à une séance d'autocritique et de protestation, qui fournira au psychiatre la clef de lecture pour une intervention appropriée... ce sera le déclencheur qui conduira la jeune Pippi vers la guérison, vers la découverte de la "grande citrouille", d'un futur meilleur tant espéré.

## Fiche technique
- Titre original : Il grande cocomero
- Titre français : La Grande Citrouille
- Réalisation : Francesca Archibugi
- Scénario : Francesca Archibugi
- Photographie : Paolo Carnera
- Musique : Roberto Gatto et Battista Lena
- Production : Guido De Laurentiis, Fulvio Lucisano et Leo Pescarolo
- Pays de production :  Italie
- Format : couleurs
- Date de sortie : 1993

## Distribution
- Sergio Castellitto : Arturo
- Anna Galiena : Cinzia Diotallevi
- Alessia Fugardi : Valentina 'Pippi' Diotallevi
- Gigi Reder : Prof. Turcati
- Laura Betti : Aida
- Riccardo Zinna :
- Armando De Razza: Marcello, père de Valentina
- Silvio Vannucci: Gianni
- Alessandra Panelli: Fiorella
- Victor Cavallo: don Annibale
- Lidia Broccolino: Laura
- Maria Consagra: la mère
- Raffaele Vannoli: Michele
- Giacomo Ciarrapico: Giacomo

## Distinctions
- 1993 - David di Donatello
  - Meilleur Film : Francesca Archibugi
  - Meilleur scénario : Francesca Archibugi
  - Meilleur acteur principal : Sergio Castellitto
- 1994 - Ruban d'argent (Nastro d'argento)
  - Meilleur sujet original : Francesca Archibugi
  - Meilleur scénario : Francesca Archibugi
  - Meilleur producteur : Fulvio Lucisano, Leo Pescarolo e Guido De Laurentiis
- 1993 - Globe d'Or (Globo d'oro)
  - Meilleur acteur : Sergio Castellitto
- 1993 - Ciak d'or (Ciak d'oro)
  - Meilleur acteur principal : Sergio Castellitto
  - Meilleure actrice dans un second rôle : Laura Betti